# Branko Pavić
Branko Pavić (Zagreb, 7. studenog 2006.) hrvatski je nogometaš koji igra na poziciji defenzivnog veznog. Trenutačno igra za Dubravu Tim Kabel.

## Klupska karijera
U srpnju 2019. kao 13-godišnjak napustio je Dubravu Tim Kabel i potpisao stipendijski ugovor s Dinamom. Za Dinamo Zagreb debitirao je 18. svibnja 2024. u utakmici HNL-a protiv Slaven Belupa koji je poražen 2:3. U kolovozu 2025. posuđen je Dubravi Tim Kabel do kraja sezone.

## Reprezentativna karijera
Nastupao je selekcije Hrvatske do 16, 17, 19 i 21 godine.

## Priznanja

### Klupska
Dinamo Zagreb
- HNL (1): 2023./24.

## Vanjske poveznice
- Profil, Hrvatski nogometni savez
- Profil, Transfermarkt